# Carrie-Anne Moss

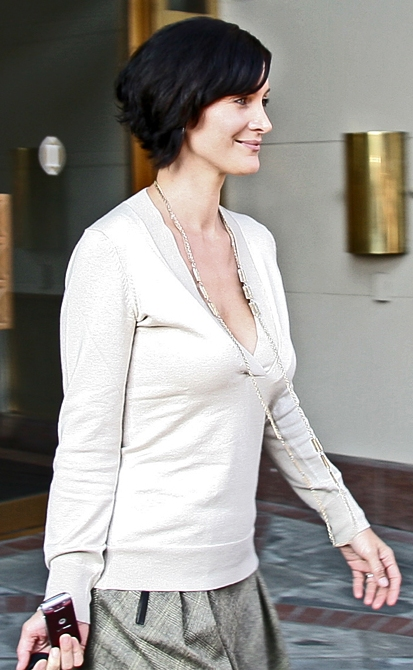
Carrie-Anne Moss (2007)

Carrie-Anne Moss (ur. 21 sierpnia 1967 w Burnaby) – kanadyjska modelka i aktorka.

## Życiorys
Po skończeniu szkoły średniej została modelką. Karierę aktorską rozpoczęła w Hiszpanii, gdzie została zaangażowana do jednej z głównych ról w serialu telewizyjnym Dark Justice. W 1996 aktorka została nominowana do nagrody Gemini za rolę w serialu Na południe. Oprócz pracy w serialach i filmach występowała w Hudson Theatre w Los Angeles. Przełom w jej karierze przyniosła rola Trinity z serii filmów s-f Matrix.

## Filmografia
- 1989: Autostopowicz (The Hitchhiker) jako Lookalike
- 1991–1993: Street Justice jako Jennifer
- 1991–1993: Dark Justice jako Tara McDonald
- 1993: Matrix jako Liz Teel
- 1993: Na skrzyżowaniu światów (Doorways) jako Laura[1]
- 1994: Morderczy ogień (Flashfire) jako Meredith Neal
- 1994: Krąg podejrzanych (The Soft Kill) jako Jane Tanner
- 1994–1995: Models Inc. jako Carrie Spencer
- 1996–1997: F/X (F/X: The Series) jako Lucinda Scott[1]
- 1996: Sabotaż (Sabotage) jako Lou Castle[1]
- 1996: Terrified jako Tracy
- 1997: Sekretne życie Algernona (Secret Life of Algernon) jako Madge Clerisy
- 1997: Zgubna oferta (Lethal Tender) jako Melissa Wilkins[1]
- 1999: Matrix (The Matrix) jako Trinity[1]
- 2000: Młoda krew (New Blood) jako Leigh[1]
- 2000: Czerwona Planeta (Red Planet) jako Kate Bowman[1]
- 2000: Ferajna (The Crew) jako detektyw Olivia Neal
- 2000: Memento jako Natalie[1]
- 2000: Czekolada (Chocolat) jako Caroline Clairmont[1]
- 2003: Animatrix jako Trinity (głos)
- 2003: Matrix Reaktywacja (The Matrix Reloaded) jako Trinity[1]
- 2003: Matrix Rewolucje (The Matrix Revolutions) jako Trinity[1]
- 2004: Sprawca Zero (Suspect Zero) jako Fran Kulok[1]
- 2005: Miłego dnia? (The Chumscrubber) jako Jerri Falls[1]
- 2005: Confessions of an Action Star jako ona sama/partnerka w filmie
- 2005: Jej pierwszy raz (Mini's First Time) jako Diane
- 2006: Śniegowe ciastko (Snow Cake) jako Maggie[1]
- 2006: Fido jako Helen[1]
- 2007: Niepokój (Disturbia) jako Julie[1]
- 2007: Normalni ludzie (Normal) jako Catherine
- 2008: Świetliki w ogrodzie (Fireflies in the Garden) jako Kelly Hanson
- 2009: Miłość, to boli (Love Hurts[1]) jako Amanda Bingham
- 2010: Bez reguł (Unthinkable) jako agentka Helen Brody
- 2011–2012: Chuck jako Gertrude Verbanski
- 2012: Knife Fight jako Penelope Nelson
- 2012: Silent Hill: Apokalipsa (Silent Hill: Revelation 3D) jako Claudia Wolf[1]
- 2012–2013: Vegas jako Katherine O’Connell
- 2013: The Boy Who Smells Like Fish jako Catherine
- 2013: Compulsion jako Saffron
- 2014: The Clockwork Girl jako admirał Wells (głos)
- 2014: Pompeje (Pompeii) jako Aurelia[1]
- 2015–2019: Jessica Jones jako Jeri Hogarth
- 2016: Humans jako dr Athena Morrow[1]
- 2017: Bye Bye Man jako detektyw Shaw[1]
- 2017: Iron Fist jako Jeri Hogarth
- 2019–2020: Opowiedz mi bajkę jako Rebecca Pruitt
- 2021: Matrix Zmartwychwstania jako Trinity / Tiffany
- 2024: Gwiezdne wojny: Akolita jako Indara